# Aramili
Aramili fou una província del regne d'Urartu. Arame, rei d'Urartu, titulat erili-erilave (rei de reis), va donar el seu nom a la província d'Aramili (més tard coneguda com a Apahunik), que va tenir com a capital Arzachkun (suposadament Mantziciert). Se suposa que era el nucli del principat originari del que va sortir la dinastia urartiana i constituí la part de domini reial dins el regne.